# Eli Brown
Eli Brown (Oregon, 13 de agosto de 1999) é um ator norte-americano. Se tornou conhecido por ser o protagonista de The Perfectionists, spin-off de Pretty Little Liars, em 2020 protagonizou o filme The F**k-It List da Netflix e atualmente é protagonista da série Gossip Girl da HBO Max.

## Biografia e Carreira
Eli Brown começou a ter destaque na TV em 2019, quando participou da série BuzzFeed Celeb, depois no mesmo ano protagonizou a série The Perfectionists, ao lado de Sofia Carson, em 2020 fez participação na série The Arroyo Show e protagonizou o filme da Netflix The F**k-It List, neste ano ele está na série The Gossip Girl 2021 da HBO, onde interpreta o Obie.  

## Filmografia
- 2019 - BuzzFeed Celeb (TV Series)
- 2019 – The Perfectionists After Show como o Dylan
- 2020 - The F**k-It List como Brett
- 2020 - Run Hide Fight como Tristan
- 2021 - Infiltrado como Dougie
- 2021 - Gossip Girl como Obie [4]